# Список советских игровых кинофильмов (1921)
Список завершённых советских игровых полнометражных и короткометражных фильмов 1921 года производства, снятых для коммерческого проката. В списке отсутствуют неигровые и мультипликационные кинофильмы, а также телефильмы и учебные фильмы, не выходившие в прокат.

## Список фильмов
Все фильмы немые, чёрно-белые, обычного формата, односерийные.
| Основное название                  | Дополнительное название                                         | Жанр        | Частей | Метраж | Киностудия                    | Республика | Выпуск на экран                               | Режиссёр                           | Сохранность              | Примечание |       |
| ---------------------------------- | --------------------------------------------------------------- | ----------- | ------ | ------ | ----------------------------- | ---------- | --------------------------------------------- | ---------------------------------- | ------------------------ | --- | ----- |
| Андрей Гудок                       |                                                                 | агитфильм   | 3      | 900    | Слонфильм и ВФКО (4-я ф-ка)   | Россия     | 10 октября 1923                               | Андреев И.                         | не сохранился            | | [ 1 ] |
| Арсен Джорджиашвили                | Убийство генерала Грязнова; Жизнь в смерти; Смерть во имя жизни | драма       | 6      | 1350   | Киносекция Наркомпроса Грузии | Грузия     | 1 октября 1921 (Тифлис); 19 февраля 1922 (М.) | Перестиани Иван                    |                          | Перемонтированный вариант — 5 ч., 1200 м Первая художественная кинопостановка на грузинском материале с участием грузинских актёров | [ 2 ] |
| Волчий дол                         | За жизнь и свободу                                              | драма       | 5      | 1789   | Всеукраинский кинокомитет     | Украина    | 28 января 1925 (М.)                           | Ценин Сергей                       | не сохранился            | | [ 3 ] |
| Всё в наших руках                  |                                                                 | агитфильм   | 4      | 875    | ВФКО (3-я ф-ка)               | Россия     | 21 декабря 1921                               | Чайковский Борис                   | не сохранился            | | [ 3 ] |
| Герои и мученики Парижской коммуны |                                                                 | агитфильм   |        |        | Всеукраинский кинокомитет     | Украина    |                                               | Лундин Аксель                      | не сохранился            | Выпущен ко дню Парижской коммуны | [ 4 ] |
| Голод                              | На службу народу; Царь-голод                                    | агитфильм   | 4      |        | ПОФКО                         | Россия     | 19 ноября 1921 (Петроград)                    | Иванов-Гай Александр               | сохранился неполностью   | Первоначальной основой сценария послужила пьеса Л. Андреева «Царь-голод». В дальнейшем сценарий подвергся полной переработке и потерял связь со своим первоисточником, сохранив её лишь в обрамлении, где голод был олицетворён символической фигурой кащея | [ 5 ] |
| Голод… Голод… Голод…               |                                                                 | агитфильм   | 2      | 500    | 1-я Госкиношкола и ВФКО       | Россия     |                                               | Владимир Гардин; Всеволод Пудовкин | не сохранился            | Приобретённый американским обществом АРА, фильм демонстрировался на зарубежных экранах, содействуя сбору средств в помощь голодающим Поволжья | [ 5 ] |
| Деревня на переломе                | Засевайте поля; Долг платежом красен; Хлеб                      | агитфильм   | 4      | 1200   | Слонфильм и ВФКО (3-я ф-ка)   | Россия     |                                               | Сабинский Чеслав                   |                          | | [ 6 ] |
| Лесные братья                      |                                                                 | экранизация | 3      |        | ПОФКО                         | Россия     |                                               | Борис Светлов                      | не сохранился            | Из-за недостатка плёнки был выпущен в одном экземпляре | [ 7 ] |
| Серп и молот                       | В трудные дни; Две семьи                                        | драма       | 5      | 1500   | Госкиношкола и ВФКО           | Россия     |                                               | Гардин Владимир                    | сохранился без 1-й части | | [ 7 ] |
| Снова на земле                     |                                                                 | экранизация | 4      |        | Всеукраинский кинокомитет     | Украина    |                                               | Глаголин Борис                     | не сохранился            | | [ 8 ] |
| Цветы на камнях                    | Великое зло                                                     | агитфильм   | 4      | 680    | Всеукраинский кинокомитет     | Украина    | 1922                                          | Лундин Аксель                      | не сохранился            | | [ 9 ] |